# Breakwater
Breakwater es una banda de funk originaria de la ciudad de Filadelfia, Estados Unidos. 
La banda lanzó dos álbumes: Breakwater en 1978 y Splashdown en 1980. Este último contiene la canción "Release the Beast", obra que es conocida por haber sido utilizada como sample en la canción "Robot Rock" del dúo de música electrónica Daft Punk, canción que apareció en el álbum Human After All.

## Trasfondo
La banda es oriunda de Filadelfia y fue formada en 1971, originalmente compuesta por Gene Robinson (voz principal / trompeta), James Gee Jones (batería), Lincoln 'Zay' Gilmore (guitarra), Steve Green (bajo), Vince 'Garnel' Dutton (instrumentos de viento), Greg Scott (instrumentos de viento), John 'Dutch' Braddock (percusión) y Kae Williams, Jr (teclados). Estuvieron firmados bajo el sello Arista en el año 1978.

## Lanzamientos
En septiembre de 1979, lanzaron "You Know I Love You", el sencillo fue escrito por Greg Scott y producido por Rick Chertoff, siendo éste uno de los mejores sencillos de Billboard lanzados en la época.
Finalizando la primera semana de julio de 1980, el álbum Splashdown alcanzó su posición máxima en el número 34 en la lista Billboard Soul LP.

## Estilo
El sonido de la música que incorpora Breakwater es normalmente de sesiones lentas, incorporando claros elementos de rock y funk en sus canciones, la canción titulada "You" es un ejemplo claro. Mientras que la obra "Release the Beast" es más conocida por personas no oyentes de música funk.

## Discografía
| Título                                         | Información de lanzamiento | Año  | Notas |
| ---------------------------------------------- | -------------------------- | ---- | ----- |
| "Work It Out" / "Feel Your Way"                | Arista AS 0404             | 1979 |       |
| "No Limit" / "Feel Your Way"                   | Arista AS 0424             | 1979 |       |
| "You Know I Love You" / "Unnecessary Business" | Arista AS 0457             | 1979 |       |
| "Splashdown Time" / "Let Love In"              | Arista AS 0518             | 1980 |       |
| "Say You Love Me Girl" / "Time"                | Arista AS 0542             | 1980 |       |
| "Release the Beast" / "Time"                   | Arista AS 0565             | 1980 | [ 4 ] |

| Título                  | Información de lanzamiento | Año  | Formato | Notas        |
| ----------------------- | -------------------------- | ---- | ------- | ------------ |
| Breakwater              | Arista AB 4208             | 1978 | LP      |              |
| Splashdown              | Arista AB 4264             | 1980 | LP      |              |
| Breakwater              | Get On Down GET-51269      | 2010 | CD      | [ 5 ]        |
| Splashdown              | Get On Down GET-51268      | 2010 | CD      | [ 6 ]        |
| Breakwater / Splashdown | Expansion EXP2CD 49        | 2016 | CD      | Recopilación |